# Amelichloa caudata
Amelichloa caudata és una espècie de planta cespitosa herbàcia perenne de la família de les Poaceae, originària d'Amèrica del Sud. El seu nom comú és "Espartillo" i pot fer fins a 75-100 cm d'alçada. No és una planta senzilla d'identificar i només es podrà identificar si la tofa ha arribat a una certa mida. A Tasmània (Austràlia) ha estat considerada una mala herba declarada com que la seva importació, venda i distribució hi són prohibides
Les fulles són fortament embeinadores a la base en contacte amb les tiges i es van afluixant a mesura que se´n separen. Les làmines rígides de les fulles estan fortament acanalades en ambdós costats i tenen puntes punxegudes, a mà oberta, l'herba sembla espinosa. No presenta rizomes (tiges subterrànies) i el sistema d'arrel és de tipus fibrós.
L'Espartillo produeix dos tipus de llavor: les normals, per pol·linització, es formen a partir de les flors de color porpra terrós en els extrems de les tiges de floració; i llavors dures, de rosca a la base de les tiges que són d'auto-pol·linització. A diferència de les llavors normals, les llavors mare-femella com poden romandre en estat latent durant períodes variables.
Les llavors germinen a la tardor i les plàntules creixen lentament durant l'hivern. La floració s'ha de desenvolupar a la primavera i es produeix des de finals de la primavera fins a l'estiu.

## Distribució i hàbitat
Es distribueix cap a Nova Gal·les del Sud, cap a la costa central, amb un rang altitudinal de 0-900 metres sobre el nivell del mar. Creix com un arbust del sotabosc cap als marges de la selva (en concret en els boscos tropicals secs), boscos de mosó i boscos esclerofil·les humits.

## Taxonomia
Amelichloa caudata va ser descrita per Arriaga, Mirta O. i Barkworth, Mary Elizabeth i publicada a Sida 22(1): 148. 2006. (Sida)

### Sinonímia
- Stipa caudata Trin.
- Achnatherum caudatum (Trin.) S.W.L.Jacobs & J.Everett[5]